# Phantom Blue

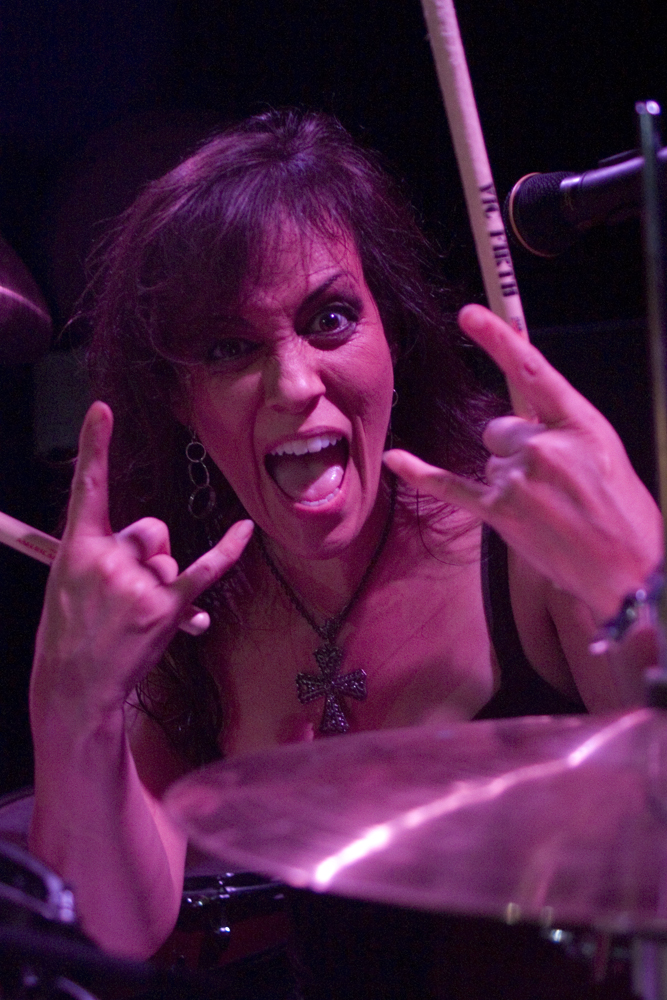
Linda McDonald 2006 bei "The Iron Maidens"

Phantom Blue war eine reine Frauen-Heavy-Metal-Band aus Hollywood, Kalifornien. Sie existierten ab 1988 in wechselnden Besetzungen.

## Bandgeschichte
Michelle Meldrum (Gitarre), Gigi Hangach (Gesang), Nicole Couch (Gitarre), Debra Armstrong (Bass) und Linda McDonald (Schlagzeug) gründeten Phantom Blue 1988. Das einzige Demo erschien im selben Jahr und erweckte das Interesse von Shrapnel Records. Kurz vor Vertragsschluss trennten sie sich von Armstrong und Kim Nielsen kam in die Band. Zur ersten Single Why Call It Love? wurde ein Musikvideo gedreht. Das dazugehörige selbstbetitelte Debütalbum wurde mit Marty Friedman aufgenommen, der sich auch u. a. am Songwriting beteiligte. In Europa erschien das Album über Roadrunner Records. Es verkaufte sich zufriedenstellend und die Band bekam eine recht große Anhängerschaft.
Von den ersten Erfolgen angestachelt, beschloss man das Management zu wechseln und bekamen einen neuen Plattenvertrag beim Major-Label Geffen Records. Built to Perform, das zweite Album, erschien deshalb erst 1993, da sich die Arbeiten durch die Vertragsverhandlungen immer wieder verzögerten. Max Norman, der u. a. bereits für Ozzy Osbourne, Megadeth und Loudness arbeitete, übernahm die Produktion. Die großen Erwartungen konnte das Album nicht erfüllen und so verlor die Band ihren Vertrag wieder.
Nach dem Album entwickeln sich Besetzungsprobleme, die dafür sorgen, das dem nächsten Album Prime Cuts & Glazed Donuts vom ursprünglichen Line-up nur noch Schlagzeugerin Linda McDonald und Sängerin Gigi Hangach übrig bleiben. Michelle Meldrum zog nach Schweden um und gründete dort ihre eigene Band Meldrum. Sie verstarb am 21. Mai 2008 an einer Zyste im Gehirn, deren plötzlich auftretende Blutung nicht gestoppt werden konnte.
Gigi Hangach übernahm noch bis 1997 den Sangesposten  und ist auch noch auf dem Livealbum Caught Live (1997) zu hören. Danach bricht das Line-up endgültig auseinander und erst 2000 findet sich eine seitdem stabile Besetzung, die bisher die EP Full Blown veröffentlichte und regelmäßig live spielt.
Linda McDonald ist zudem in der Coverband The Iron Maidens aktiv, die sich selbst als „the world's only female tribute to Iron Maiden“ bezeichnet.
Am 26. Mai 2009 trafen sich McDonald, Hangach und Nielsen als Phantom Blue für das Michelle-Meldrum-Memorial-Concert beim Whiskey a Go Go in Hollywood. Meldrums Position wurde von Tina Wood aus dem Lineup von 1997 besetzt, während Sara Marsh und Courtney Cox von The Iron Maidens für Nicole Couch eintraten.

## Diskografie
- Phantom Blue (1989)
- Built to Perform (1993)
- Prime Cuts & Glazed Donuts (1995)
- Caught Live (1997)
- Full Blown (2000, EP)